# Cuesta del Bailío (Córdoba)
La cuesta del Bailío fue históricamente una de las comunicaciones de la ciudad de Córdoba, España, entre la ciudad alta (Medina o Villa) y la baja (Axerquía) que atravesaba la muralla de origen romano. Actualmente une las calles Carbonell y Morand discurriendo hasta la calle Alfaros. 

## Historia
Hasta 1711 se ubicó aquí el denominado arco o portillo de Corbacho que dio nombre a esta zona que, una vez derruido, hizo que pudiera ampliarse la anchura de la cuesta. En 1943-44 se configuró su aspecto actual por el arquitecto Víctor Escribano Ucelay, con la construcción de la fuente neobarroca de granito negro, aunque ya había en este punto anteriormente un abastecimiento de agua; y, especialmente, la transformación de cuesta a escalera con sus característicos treinta y dos escalones, de los cuales solo uno no se encuentra realizado en el típico chino cordobés con dibujos decorativos. No obstante, conserva su denominación original entre la sociedad. Asimismo, también se encuentran en la pared nueve crucifijos de madera que simbolizan el paso de un vía crucis, posiblemente instalado en el siglo XVIII tras la construcción del cercano Cristo de los Faroles.

### Casa del Bailío
Su nombre proviene de la Casa del Bailío, residencia del bailío realizada en 1530 en la parte alta de la Cuesta con bella fachada renacentista, nombrada así por el cargo que ostentaba su dueño y que da nombre a la cuesta, comunicando con la plaza de Capuchinos y con el Cristo de los Faroles. Dicha casa palaciega perteneció a los Fernández de Córdoba, que ostentaron dicho cargo político. La fachada fue realizada por el arquitecto Hernán Ruiz II y se considera un ejemplo representativo de la arquitectura cordobesa del siglo XVI.

## Religión
En la parte alta de la Cuesta se halla un azulejo realizado en 1924 de la Virgen de los Dolores, muy devocionada en la ciudad de Córdoba y por donde solía pasar el torero Manolete, donde rezaba asiduamente a la imagen antes de asistir a las corridas de toros debido a su madrina Dolores.
En febrero de 2015 se instaló un azulejo en honor al 75 aniversario de la creación de la hermandad de la Esperanza, debido a sus vínculos con la Cuesta del Bailío. Diversas cofradías han discurrido por este paso históricamente durante la Semana Santa cordobesa, aunque en 2017 la hermandad de la Esperanza, la única que transcurría por el lugar, cesó su paso por la Cuesta para acortar los tiempos de procesión.